# Milos Ganz
Milos Ganz (Falcade, 9 marzo 1990) è un hockeista su ghiaccio italiano, milita come difensore nell'Alleghe, squadra della Italian Hockey League.

## Carriera
Ganz esordì in massima serie nella stagione 2006-07 nell'Hockey Club Alleghe collezionando 17 presenze. Nella stagione 2009-2010 trascorse un periodo in prestito all'Hockey Milano Rossoblu, mentre nelle tre stagioni successive giocò anche nel farm team degli Amatori Alleghe.
Nel corso della stagione 2013-14 con la mancata iscrizione dell'Alleghe in Elite.A, ed il conseguente accordo con l'HC Fassa per divenire farm team della squadra di Alba di Canazei, Ganz giocò alcune partite in prestito con la maglia biancoblu. Nell'estate del 2014 fu ingaggiato a titolo definitivo ancora dal Fassa.

## Palmarès

### Club
- Campionato italiano - Serie B: 1

Alleghe: 2013-2014

### Nazionale
- Campionato mondiale di hockey su ghiaccio Under-20 - Seconda Divisione: 1

Italia 2008